# Serama

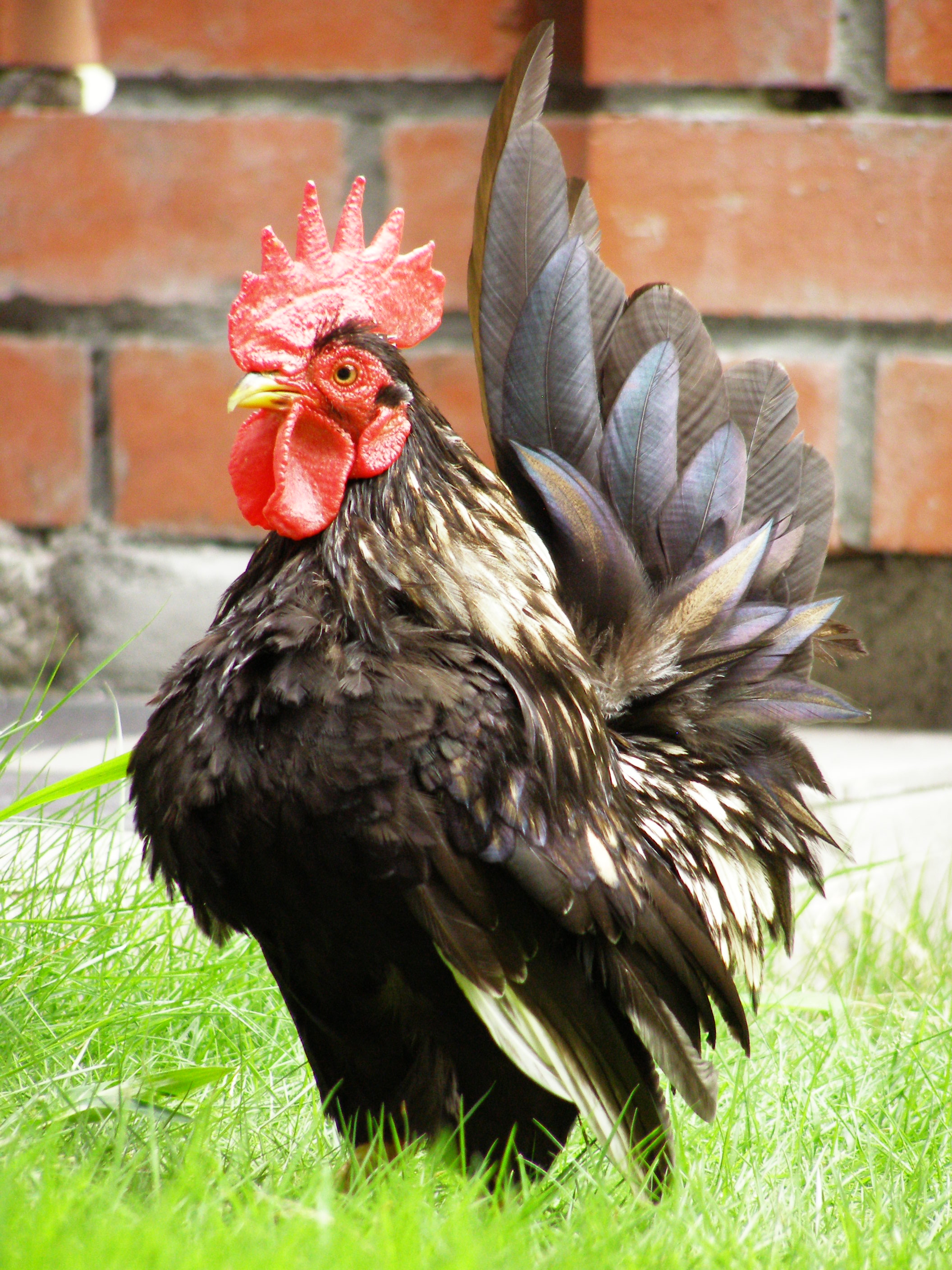
Um Serama masculino em seu país natal, Malásia

A Serama (Ayam Serama), também chamada de Malaysian Serama, é uma raça anã  de frango originária da Malásia nos últimos 50 anos.

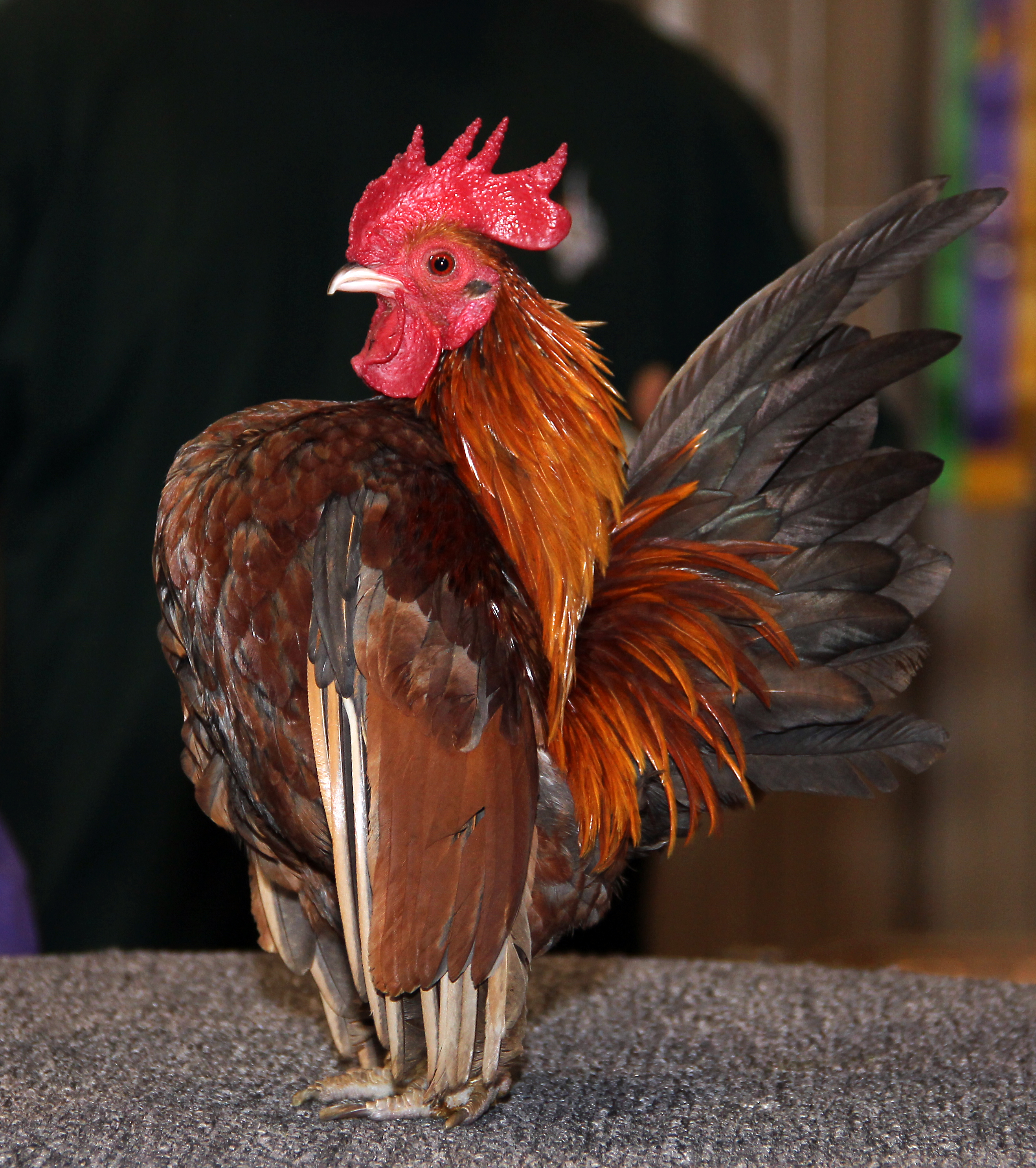
Galo de Serama nos Estados Unidos

## Galeria

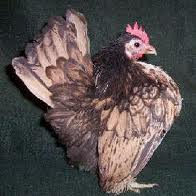
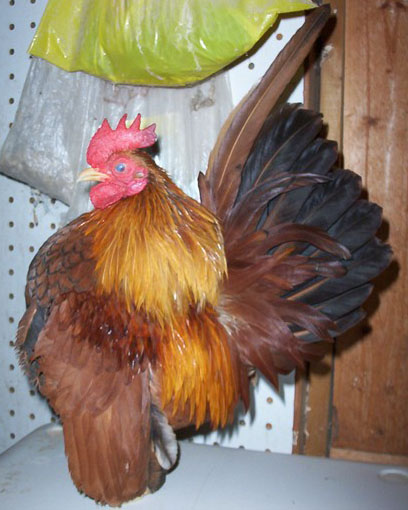
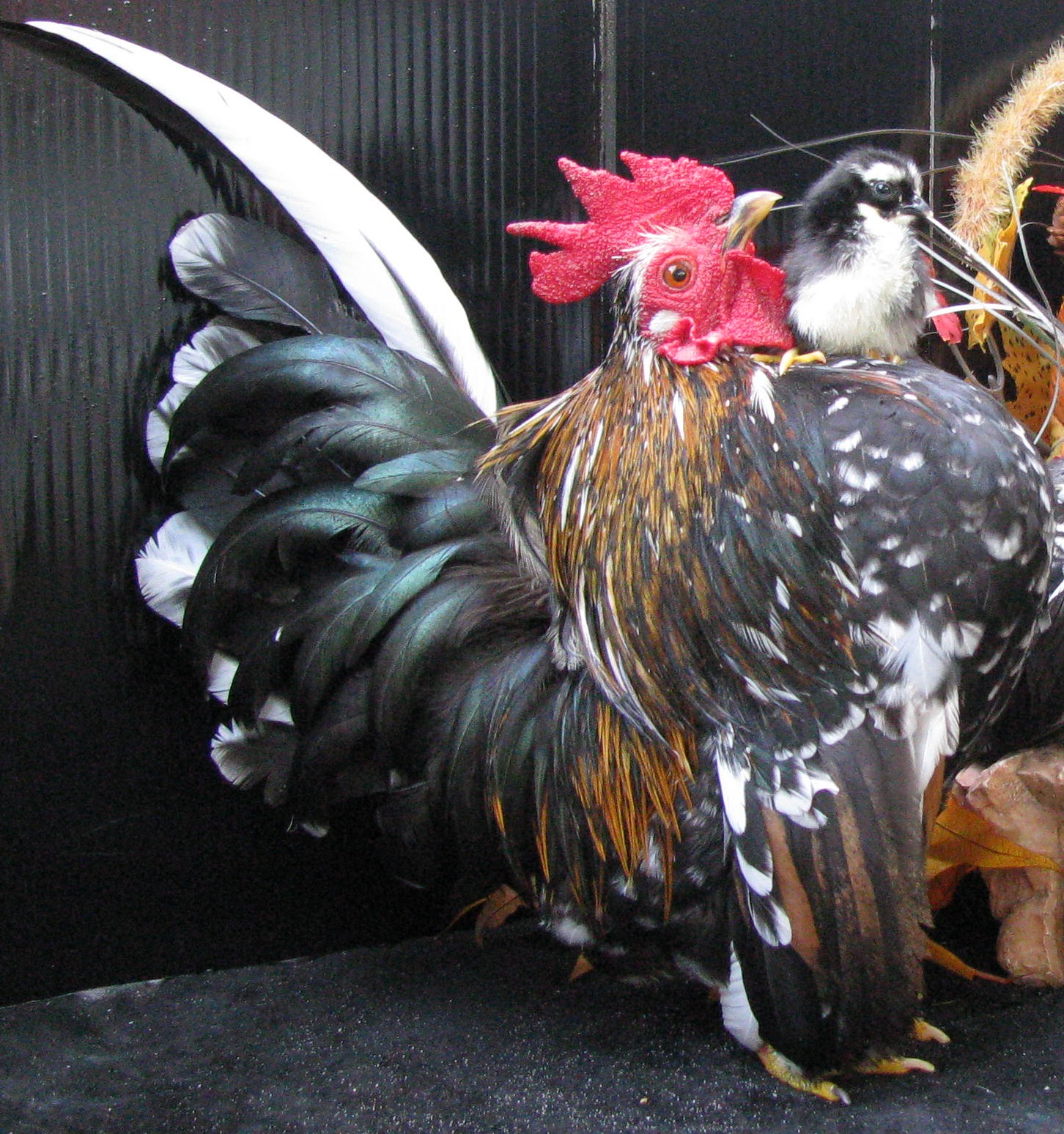
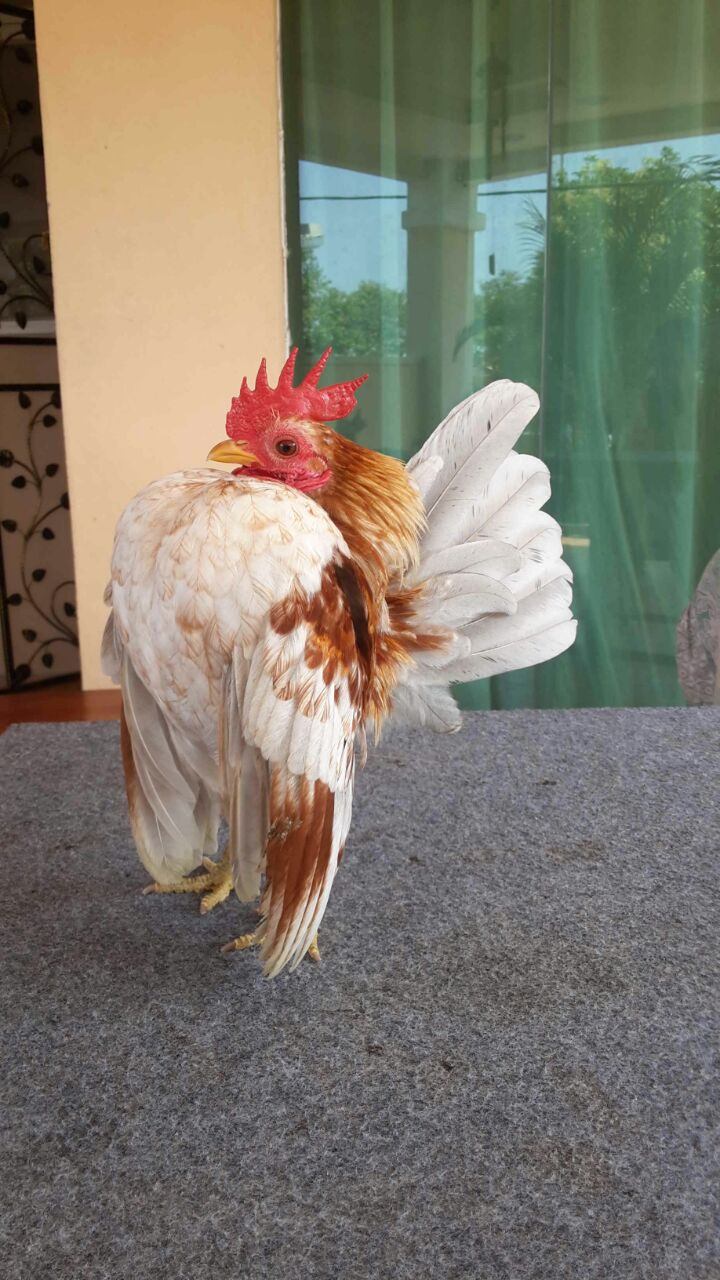
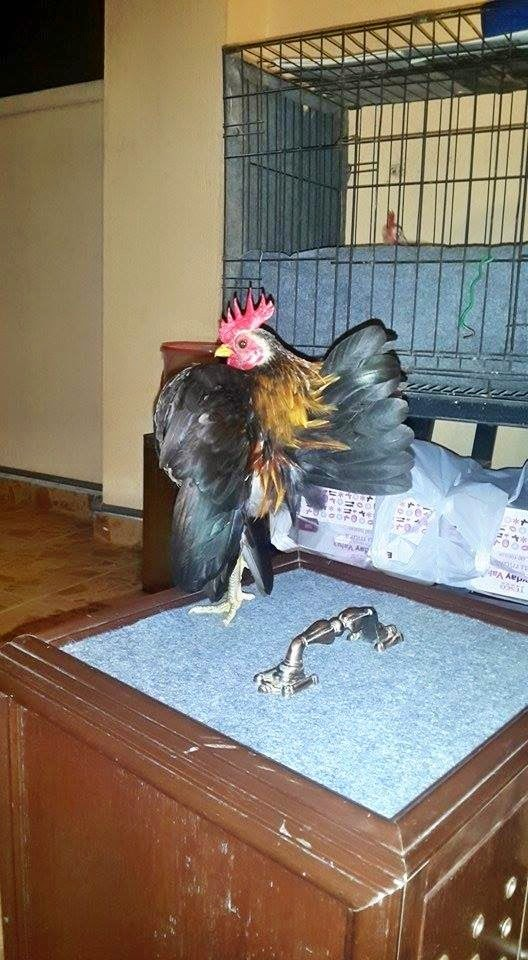